# صبح (نفت‌چاله)
صبح (به لاتین: Sübh) یک منطقه مسکونی در جمهوری آذربایجان است که در شهرستان نفت‌چاله واقع شده‌است.